# Gustav Süßmann
Gustav Süßmann, auch Süssmann (* 9. Februar 1923; † 28. Juni 1999) war ein deutscher rechtsextremer Publizist und Amateurhistoriker.

## Leben und Werk
Zu Herkunft, Ausbildung und weiteren Lebensumständen Gustav Süßmanns außerhalb seiner publizistischen Tätigkeit ist wenig bekannt. In den 1960er Jahren war er offenbar in der holzverarbeitenden Branche tätig. Das 1966 erschienene Nachschlagewerk ABC der deutschen Wirtschaft führte Süßmann als Inhaber eines im niedersächsischen Landwehrhagen ansässigen Unternehmens auf, das „Mannschaftswagen, Wohnwagen, DUPLODUR-Platten, Trennwände, fahrbare Schutzhütten, Toilettenwagen und Waschwagen“ herstellte.
Einige Aufsätze Süßmanns zu lokalhistorischen Themen erschienen in den 1980er Jahren in den Göttinger Monatsblättern, einer monatlichen Beilage des Göttinger Tageblatts.
Zwischen 1981 und 1994 veröffentlichte Gustav Süßmann sechs Bücher im Eigenverlag an seinem Wohnort Staufenberg-Landwehrhagen. Die Verlagsadresse lautete Fasanenweg 1. Exemplare seiner Bücher wurden an verschiedene deutsche Bibliotheken geschickt und sind daher im Verleih recht weit verbreitet. In seinen Werken vertrat er geschichtsrevisionistische Auffassungen, unter anderem über das nationalsozialistische Lagersystem. Einige Bibliotheken reagierten in der Folge auf die Kritik von Lesern und zogen die Bände aus dem Verleih zurück. Problematisch aus dem Blickwinkel seriöser Geschichtswissenschaft ist, dass Werke Süßmanns regelmäßig als Quellenangaben und in Literaturlisten geführt werden.
1988 erschien seine Arbeit Das Hildebrandlied – gefälscht?, in welcher er die Behauptung aufstellt, das althochdeutsche Hildebrandlied sei eine Fälschung seines Entdeckers, Johann Georg von Eckhart. Es sei zudem während seines Verbleibs in den USA nach dem Zweiten Weltkrieg im Zuge einer Verschwörung jüdischer Kunsthändler ein weiteres Mal gefälscht worden.
Die revisionistische Tendenz des 1994 von Süßmann veröffentlichten Buches Das Polizeiliche Jugendschutzlager Moringen rief empörte Reaktionen seriöser Historiker hervor. Unter ihnen waren Hans Hesse und Martin Guse, heute Leiter der Gedenk- und Bildungsstätte Liebenau, die sich entschieden gegen die Verharmlosung der Ereignisse im Jugendkonzentrationslager Moringen 1940–1945 wandten.
Gustav Süßmann starb am 28. Juni 1999 im Alter von 76 Jahren und wurde auf dem Friedhof in Landwehrhagen bestattet.

## Schriften (Auswahl)
Aufsätze:
- Als die Autobahn ins Leere führte …. In: Göttinger Monatsblätter. 1980.
- Panzergefecht zwischen Amerikanern und Amerikanern in dem Raum um Bremke. In: Göttinger Monatsblätter. 1980.
- Woher kamen die 6000 kg Gold und wer hat den Schatz geraubt? In: Göttinger Monatsblätter. 1983.

Bücher:
- Auch Festungen müssen sterben. Die Aufklärung des Flugzeugabsturzes am 2.3.1945 bei Benterode. Eigenverlag, Staufenberg 1981, ISBN 3-9800664-0-1.
- Das „Grenzsteinnest“ zwischen Landwehrhagen und Sandershausen. Eigenverlag, Staufenberg 1982, ISBN 3-9800664-1-X.
- Die Affen des Herrn von Schlieffen – Legende oder Wirklichkeit? Eigenverlag, Staufenberg 1983, ISBN 3-9800664-3-6.
- Die Kirchen des Obergerichts. Eigenverlag, Staufenberg 1984, ISBN 3-9800664-5-2.
- Das Hildebrandlied – gefälscht? Eine Untersuchung. Eigenverlag, Staufenberg 1988, ISBN 3-9800664-6-0.
- Das Polizeiliche Jugendschutzlager Moringen. Eigenverlag, Staufenberg 1994, ISBN 3-9800664-8-7.